# Kap Möbius
Kap Möbius är en udde i Antarktis. Den ligger i Östantarktis. Nya Zeeland gör anspråk på området.
Terrängen inåt land är kuperad västerut, men åt nordost är den platt. Havet är nära Kap Möbius åt sydost. Trakten är glest befolkad. Närmaste befolkade plats är Enigma Lake Station, 10,3 km sydväst om Kap Möbius. 